# Aaron Zigman
Aaron Zigman (n. 25 de agosto de 1963; San Diego, California, Estados Unidos) es un compositor musical de la banda sonora de numerosas películas. Ganador de un Premio Daytime Emmy. Ha compuesto la banda sonora de películas como John Q (2002), The Notebook (2004), Step Up (2006), Bridge to Terabithia (2007), Sex and the City (2008) o The Proposal (2009).

## Filmografía
- Filmografía destacada.[2]

| Año  | Película                       |
| ---- | ------------------------------ |
| 2002 | John Q                         |
| 2004 | Crown Heights (TV)             |
| 2004 | The Notebook                   |
| 2004 | Raise Your Voice               |
| 2006 | Alpha Dog                      |
| 2006 | Take the Lead                  |
| 2006 | Step Up                        |
| 2007 | Bridge to Terabithia           |
| 2007 | Good Luck Chuck                |
| 2007 | Martian Child                  |
| 2007 | Mr. Magorium's Wonder Emporium |
| 2008 | Step Up 2: The Streets         |
| 2008 | Sex and the City               |
| 2009 | The Proposal                   |
| 2009 | My Sister's Keeper             |
| 2009 | The Ugly Truth                 |
| 2010 | La última canción              |
| 2010 | Sex and the City 2             |

## Premios
Premios Emmy
| Año  | Categoría              | Película      | Resultado |
| ---- | ---------------------- | ------------- | --------- |
| 2005 | Mejor canción original | Crown Heights | Ganador   |